# Кримулдский замок
Кри́мулдский за́мок (латыш. Krimuldas pils; в исторической литературе также Кремон, Крумен, от нем. Schloß Krumen) — памятник средневековой архитектуры близ города Сигулда в Латвии, сохранившийся в руинированном виде.
Расположен на возвышенном месте на правом берегу реки Гауя. Представляет собой ливонский замок с церковью, основанный по указанию Рижского домского капитула во второй половине XIII века.
Первое документальное упоминание относится к 1312 году. Здание имело не столько военное, сколько гражданское и дипломатическое предназначение. Считается, что в 1601 году оно было захвачено шведскими войсками и разрушено, однако некоторые авторы утверждают, что оно использовалось и позднее, в качестве оборонительного сооружения в ходе польско-шведской войны в Лифляндии 1617—1618 годов.
В XIX веке руины замка перешли во владение генерал-лейтенанта Иоганна Георга Ливена, командира эпохи наполеоновских войн, который инициировал проведение раскопок и реставрационных работ на территории замка.